# 초고온
초고온은 매우 높은 온도를 의미하며 아래와 같은 형태로 사용된다.
- 초고온 처리: 1~2초 동안 135 °C (275 °F) 이상의 고온에서 식품을 살균하는 방법
- 초고온 원자로
- 초고온 세라믹
- 초고온목성
- 초고온해왕성

| Disambiguation icon | 이 문서는 명칭이 같고 같은 종류에 속하는 여러 대상을 연결하는 색인 문서입니다. |